# 3C 295
3C 295는 목동자리에 있는 강력한 전파 은하이다. 적색편이는 0.4641이며, 지구에서 약 46억 광년 떨어져 있다.

## 발견 및 역사
숫자 295는 케임브리지 대학 천문 관측소에서 295번째로 발견되었다는 뜻이며, 케임브리지 대학 3번 전파원 목록에 올라와 있다. 이 천체는 그 목록의 앞에 위치한 천체이다.
이 은하에서 방출된 전파는 X선 발광을 보였다. 그러나 거리가 워낙 멀었으므로 지구에 큰 영향은 없었다. 이 X선 발광은 보통 거대한 은하단에서 나타나는 현상이다. 3C 295는 3C 295은하단의 중심 은하이다. 주변에는 100개의 은하가 있으며, 1,000개의 은하들이 새로 만들어지고 있다. 즉, 이 은하단은 빅뱅 직후 약 10억 년 전에 존재한 은하이다. 그러나, 이 은하단에서는 암흑 물질과 암흑 에너지, 그리고 중력 렌즈를 관측할 수 없다.